# 中田町 (小松島市)
中田町（ちゅうでんちょう）は、徳島県小松島市の町名。郵便番号は773-0015。

## 地理
小松島市の北部に位置する。日峰山地の南麓一帯の市街地、北は日峰山地を境として徳島市に接し、東は小松島湾に臨み、小松島町北浜・元根井に接続する。南は旧国鉄小松島線（昭和60年3月廃線）を境として小松島町に、また南西は徳島県道120号徳島小松島線（旧国道55号）を境に中郷町に接している。さらに西は新堀川の上流をもって江田町に相対している。
中央部を徳島県道17号小松島港線が東西に走って小松島港と結び、旧国道55号が南端を東西に通過して市街地を形成、商業地域となっている。元々は農業および漁業地であったが、戦後宅地化が急速に進んでほとんど市街地となり、その間に農家が点在している。

### 河川
- 新堀川
- 豊ノ本川

### 山岳

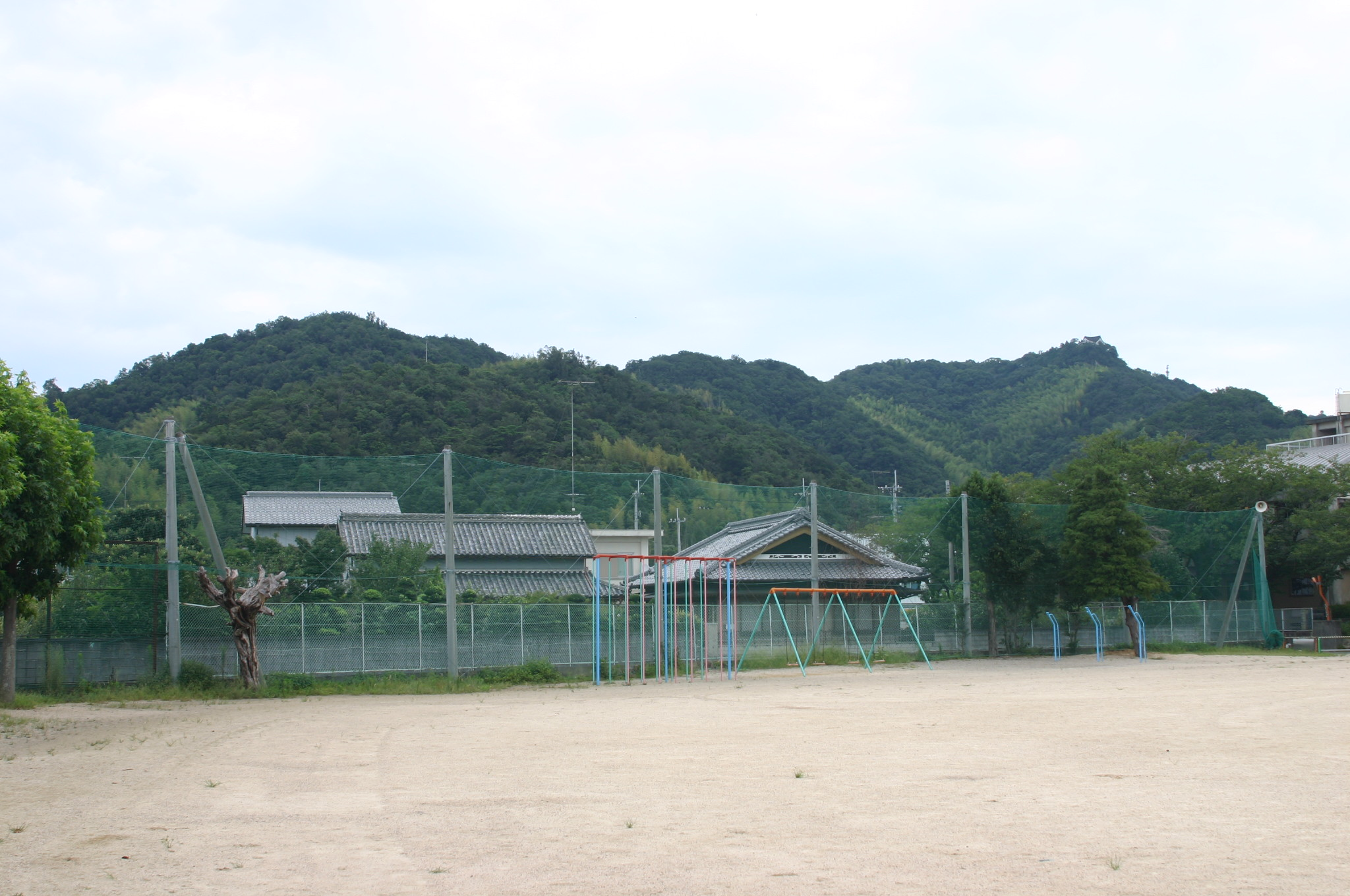
千代小学校から見た日峰山

- 日峰山

### 小字
| - 池ノ内 - 内開 - 蛭子ノ本 - 奥林 - 上浜田 | - 新開 - 千代ケ原 - 土持 - 寺前 - 出口 | - 中筋 - 西山 - 根井 - 狭間 - 浜田 | - 原ノ下 - 東山 - 広見 - 山ノ神 - 脇谷 |  |

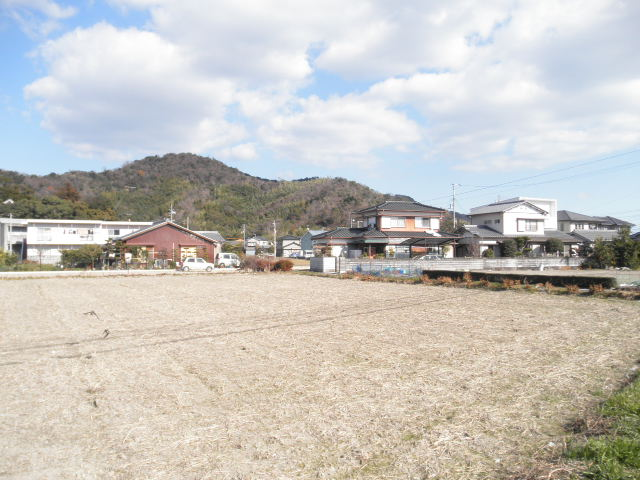
中筋
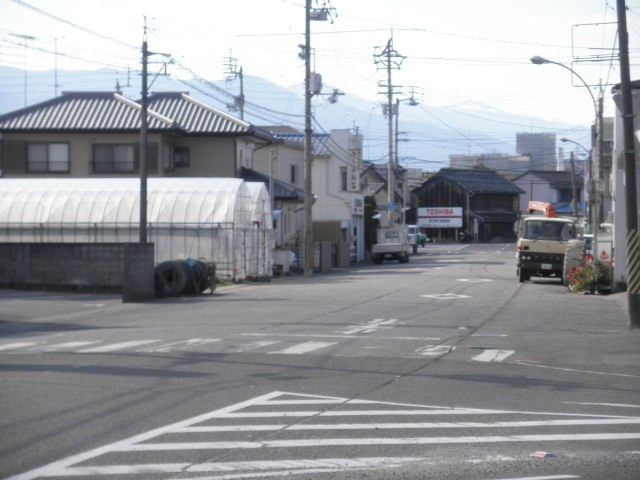
原ノ下

## 歴史

### 中田村
中田村は江戸期から町村制の施行された1889年（明治22年）にかけて勝浦郡に存在した村。徳島藩領。
江戸初期、蜂須賀家政が阿波国に入って徳島城下建設が行われると、地内には別邸が造営された。寛永年間を中心として新田開発が急速に行われ、佐郷町として小松島浦が形成されたことも当村の開発を推進することとなった。
明治4年に徳島県、同年に名東県、明治9年に高知県を経て明治13年に再び徳島県に所属。

### 中田
中田は明治22年から昭和32年にかけて存在した大字名。はじめ小松島村、明治40年より小松島町、昭和26年からは小松島市の大字となった。
明治後期に小松島港が開始されると当地の様相は一変し、工事の土砂で荒田や池などの埋立が進んだ。大正2年に徳島 - 小松島間に鉄道が開通し、明治3年に千歳橋が架橋されるなどに伴い市街化されていった。

### 中田町
昭和32年より現在の町名となる。昭和34年に徳島県立ひのみね学園（現徳島県立ひのみね支援学校）を開校。平成14年に小松島赤十字看護専門学校が閉校。

## 世帯数と人口
2022年（令和4年）7月31日現在の世帯数と人口は以下の通りである。
| 町丁   | 世帯数    | 人口    |
| ------ | --------- | ------- |
| 中田町 | 1,732世帯 | 3,367人 |

## 小・中学校の学区
市立小・中学校に通う場合、学区は以下の通りとなる。
| 番地 | 小学校                   | 中学校                 |
| --- | ------------------------ | ---------------------- |
| 内開(市道幹線中田日開野線以西)、蛭子ノ本(市道幹線中田日開野線以西)、原ノ下(市道中田36号線以南)                   | 小松島市立小松島小学校   | 小松島市立小松島中学校 |
| 根井、脇谷、山ノ神、上浜田、新開、東山、浜田、内開(市道幹線中田日開野線以東)、蛭子ノ本(市道幹線中田日開野線以東) | 小松島市立北小松島小学校 | 小松島市立小松島中学校 |
| 原ノ下(市道中田36号線以北)、千代ケ原、寺前、奥林、中筋、池ノ内、狭間、出口、土持、広見、西山                     | 小松島市立千代小学校     | 小松島市立小松島中学校 |

## 交通

### 道路

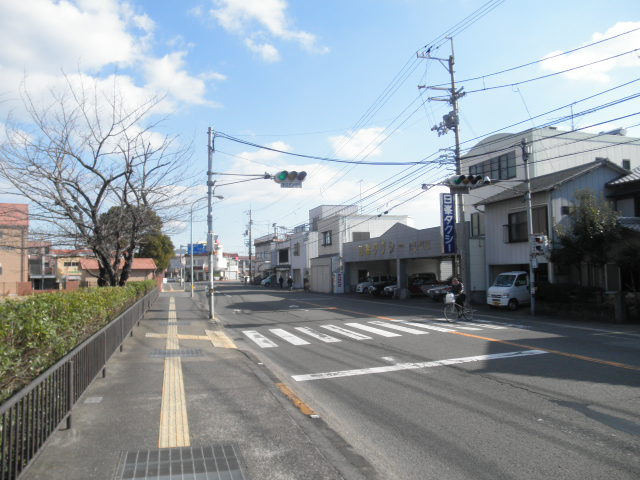
新開 県道17号小松島港線

都道府県道
- 徳島県道17号小松島港線
- 徳島県道33号小松島佐那河内線
- 徳島県道120号徳島小松島線
- 徳島県道169号中田停車場線

- 新開
県道17号小松島港線

## 施設

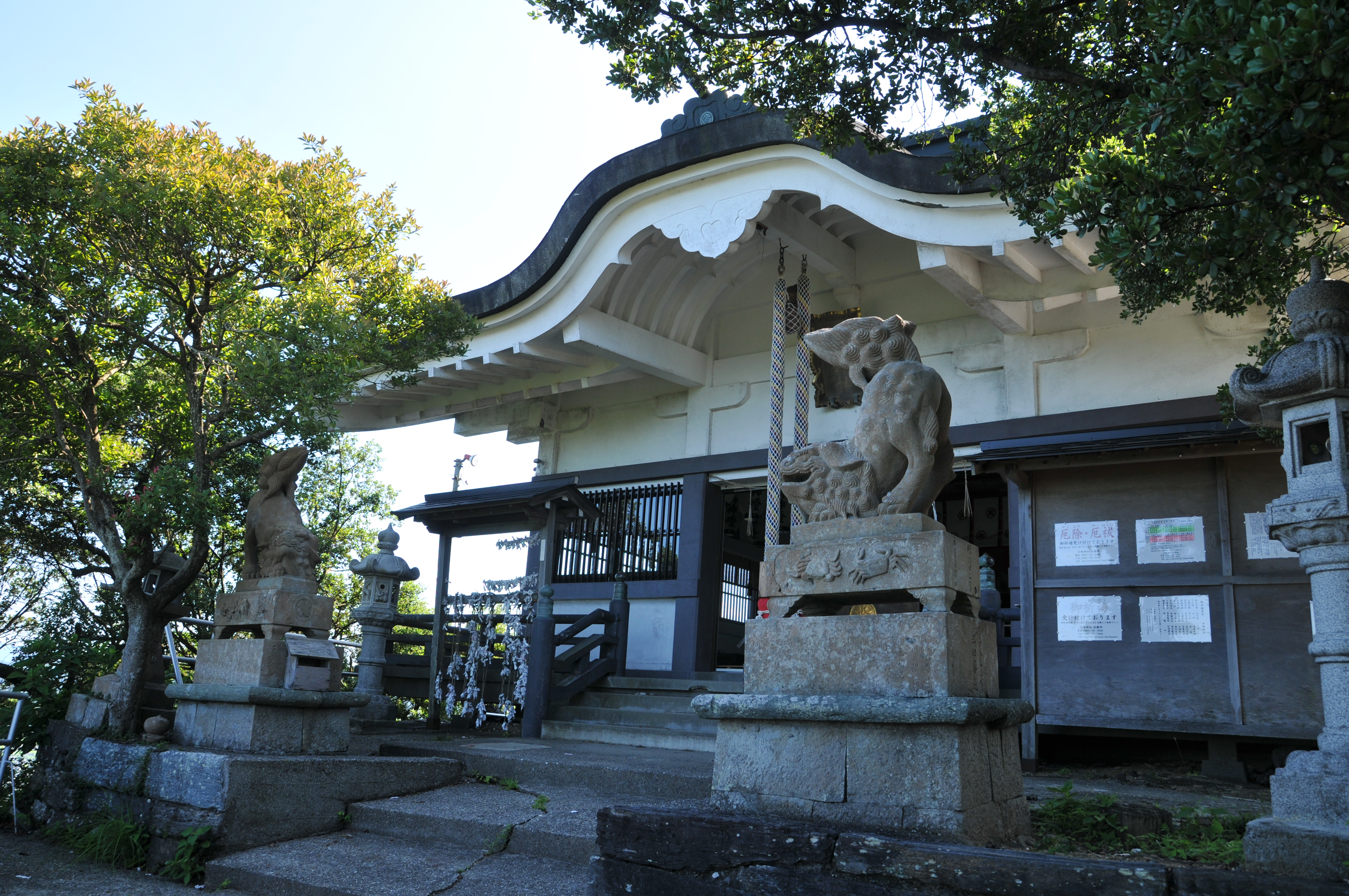
日峰神社

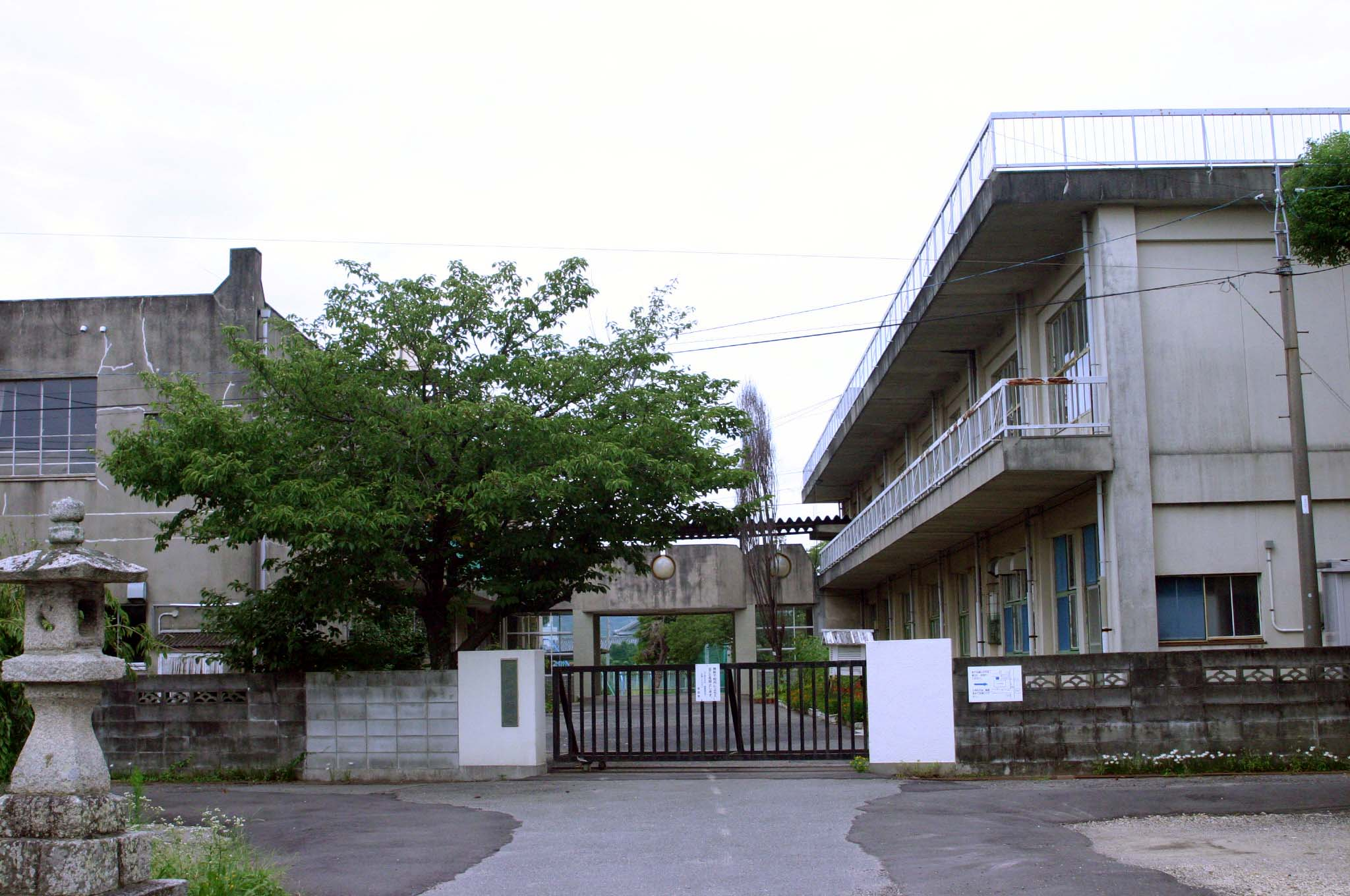
小松島市立千代小学校

### 公共施設
- 徳島県立ひのみね支援学校
- 徳島県立小松島西高等学校
- 小松島市立北小松島小学校
- 小松島市立千代小学校
- 小松島市総合グランド

### 社寺
- 日峰神社
- 金長神社
- 東八幡神社 - 千代の松原。
- 建嶋女祖命神社
- 桂林寺 - 阿波秩父観音霊場21番札所。
- 成願寺
- 観音渡寺

### かつて存在した施設
- 小松島赤十字看護専門学校

## 出身者
- 港龍安啓 - 大相撲力士